# Associazione Calcio Mantova 1986-1987
Questa pagina raccoglie le informazioni riguardanti l'Associazione Calcio Mantova nelle competizioni ufficiali della stagione 1986-1987.

## Stagione
Nella stagione 1986-87 il Mantova ha disputato il girone A del campionato di Serie C1, con 29 punti in classifica si è piazzata in quindicesima posizione, retrocedendo in Serie C2 con Rondinella, Carrarese e Legnano. Il torneo è stato vinto con 52 punti dal Piacenza davanti al Padova con 49 punti, entrambe promosse in Serie B, terza la Reggiana con 43 punti. Si sono alternati due allenatori per tentare di far mantenere la categoria al Mantova, senza riuscirci, la stagione è cominciata con Giorgio Veneri, rilevato dopo la sconfitta esterna (3-1) con il Fano del 1º febbraio 1987 da Antonio Valentin Angelillo. Con 5 reti l'ala Fabio Corti e il giovane stopper Roberto Biffi risultano i migliori marcatori stagionali, entrambi arrivati con il mercato ottobrino. Nella Coppa Italia di Serie C la squadra virgiliana disputa il girone E, che promuove ai sedicesimi di finale il Trento.

## Rosa
| N. |                   | Ruolo | Calciatore        |
| -- | ----------------- | ----- | ----------------- |
|    | Italia (bandiera) | C     | Roberto Antonioli |
|    | Italia (bandiera) | C     | Pierangelo Avanzi |
|    | Italia (bandiera) | A     | Paolo Bertani     |
|    | Italia (bandiera) | D     | Guido Bertoldo    |
|    | Italia (bandiera) | D     | Roberto Biffi     |
|    | Italia (bandiera) | P     | Nadir Brocchi     |
|    | Italia (bandiera) | D     | Nicola Cassa      |
|    | Italia (bandiera) | A     | Luigi Castellone  |
|    | Italia (bandiera) | D     | Carlo Cesario     |
|    | Italia (bandiera) | A     | Fabio Corti       |
|    | Italia (bandiera) | C     | Gianni Cristiani  |

| N. |                   | Ruolo | Calciatore          |
| -- | ----------------- | ----- | ------------------- |
|    | Italia (bandiera) | D     | Alberto Gola        |
|    | Italia (bandiera) | C     | Italo Groppi        |
|    | Italia (bandiera) | C     | Giuseppe Manarin    |
|    | Italia (bandiera) | C     | Silvano Mazzi       |
|    | Italia (bandiera) | A     | Leonardo Morucci    |
|    | Italia (bandiera) | A     | Bortolo Mutti       |
|    | Italia (bandiera) | D     | Claudio Pozzi       |
|    | Italia (bandiera) | P     | Andrea Sardini      |
|    | Italia (bandiera) | C     | Antonio Terracciano |
|    | Italia (bandiera) | C     | Giampaolo Zaccheddu |
|    | Italia (bandiera) | D     | Giorgio Zaninetti   |

## Risultati

### Campionato

#### Girone di andata
| Arbitro: | Piana (Modena) |

|             |           |  |
| Baglieri 2’ | Marcatori |  |

| Arbitro: | Ingargiola (Marsala) |

|                    |           |  |
| Manarin 28’ (rig.) | Marcatori |  |

| Arbitro: | Lombardi (La Spezia) |

|               |           |  |
| Tirapelle 35’ | Marcatori |  |

| Arbitro: | Conforti (Macerata) |

|  |           |               |
|  | Marcatori | 79’ Simonetta |

| Arbitro: | Cafaro (Grosseto) |

|  |           |                   |
|  | Marcatori | 3’ (aut.) Farsoni |

| Mantova 26 ottobre 1986 6ª giornata | Mantova           | 0 – 0 | Prato | Stadio Danilo Martelli\| Arbitro: \| Gargiulo (Napoli) \| |
| Arbitro:                            | Gargiulo (Napoli) |       |       |                                                           |

| Firenze 2 novembre 1986 7ª giornata | Rondinella           | 0 – 0 | Mantova | Stadio Gino Bozzi\| Arbitro: \| Ingargiola (Marsala) \| |
| Arbitro:                            | Ingargiola (Marsala) |       |         |                                                         |

| Arbitro: | Monni (Sassari) |

|                 |           |               |
| Mutti 3’ (rig.) | Marcatori | 81’ Cinquetti |

| Arbitro: | Piana (Modena) |

|                      |           |  |
| Avanzi 13’ Mutti 16’ | Marcatori |  |

| Arbitro: | Ceccarini (Livorno) |

|                                                |           |                   |
| Avanzi 52’ (aut.) Foglietti 63’ Fermanelli 86’ | Marcatori | 4’ (aut.) Tedoldi |

| Arbitro: | Calabretta (Catanzaro) |

|            |           |             |
| Avanzi 71’ | Marcatori | 2’ Gregoric |

| Bergamo 7 dicembre 1986 12ª giornata | Virescit Bergamo          | 0 – 0 | Mantova | Stadio Comunale\| Arbitro: \| Merlino (Torre del Greco) \| |
| Arbitro:                             | Merlino (Torre del Greco) |       |         |                                                            |

| Arbitro: | Cucchiara (Bari) |

|                  |           |  |
| Gabbriellini 90’ | Marcatori |  |

| Arbitro: | Vasselli (Roma) |

|  |           |             |
|  | Marcatori | 6’ Monguzzi |

| Arbitro: | Bettini (Forlì) |

|                              |           |           |
| Biffi 73’ (aut.) Coppola 80’ | Marcatori | 71’ Corti |

| Arbitro: | Quartuccio (Torre Annunziata) |

|          |           |  |
| Mutti 8’ | Marcatori |  |

| Arbitro: | Trentalange (Torino) |

|                              |           |            |
| D'Agostino 23’ De Vecchi 37’ | Marcatori | 8’ Morucci |

#### Girone di ritorno
| Mantova 25 gennaio 1987 18ª giornata | Mantova         | 0 – 0 | Carrarese | Stadio Danilo Martelli\| Arbitro: \| Boggi (Salerno) \| |
| Arbitro:                             | Boggi (Salerno) |       |           |                                                         |

| Arbitro: | Fiorenza (Siena) |

|                                      |           |           |
| Neri 5’ Pierobon 33’ Cornacchini 80’ | Marcatori | 68’ Corti |

| Mantova 8 febbraio 1987 20ª giornata | Mantova             | 0 – 0 | Legnano | Stadio Danilo Martelli\| Arbitro: \| Ceccarini (Livorno) \| |
| Arbitro:                             | Ceccarini (Livorno) |       |         |                                                             |

| Arbitro: | Stafoggia (Pesaro) |

|                                |           |             |
| De Gradi 7’ Simonetta 11’, 59’ | Marcatori | 89’ Morucci |

| Mantova 22 febbraio 1987 22ª giornata | Mantova                   | 0 – 0 | Ancona | Stadio Danilo Martelli\| Arbitro: \| Merlino (Torre del Greco) \| |
| Arbitro:                              | Merlino (Torre del Greco) |       |        |                                                                   |

| Arbitro: | Piana (Modena) |

|                |           |  |
| Marescalco 53’ | Marcatori |  |

| Arbitro: | Gargiulo (Napoli) |

|  |           |                           |
|  | Marcatori | 11’ Calderini 73’ Labardi |

| Arbitro: | Cafaro (Grosseto) |

|                           |           |                     |
| Deogratias 72’ Fabbri 82’ | Marcatori | 10’ Corti 20’ Biffi |

| Arbitro: | Fiorenza (Siena) |

|                                 |           |                          |
| Ascagni 47’ Ferretti 89’ (rig.) | Marcatori | 70’ Biffi 84’ Castellone |

| Arbitro: | Calabretta (Catanzaro) |

|          |           |  |
| Biffi 1’ | Marcatori |  |

| Arbitro: | Bruni (Arezzo) |

|                           |           |  |
| Gregoric 5’ Tintisona 85’ | Marcatori |  |

| Arbitro: | Bailo (Novi Ligure) |

|                  |           |                      |
| Corti 88’ (rig.) | Marcatori | 23’ (rig.) Cambiaghi |

| Arbitro: | Ingargiola (Marsala) |

|                     |           |             |
| Castellone 76’, 86’ | Marcatori | 32’ Viviani |

| Arbitro: | Guidi (Bologna) |

|                                    |           |                                        |
| Monguzzi 27’ Coppola 54’ Bolis 81’ | Marcatori | 23’ Biffi 29’ (aut.) Papais 48’ Avanzi |

| Arbitro: | Conforti (Macerata) |

|                           |           |           |
| Terracciano 31’ Biffi 64’ | Marcatori | 52’ Zanin |

| Arbitro: | Ceccarelli (Roma) |

|                   |           |                  |
| Groppi 19’ (aut.) | Marcatori | 31’ (rig.) Corti |

| Arbitro: | Ceccarini (Livorno) |

|                      |           |  |
| Mutti 34’ Groppi 67’ | Marcatori |  |